# Tossal Petit (Albatàrrec)
El Tossal Petit és una muntanya de 190 metres que es troba al municipi d'Albatàrrec, a la comarca catalana del Segrià.